# Vince Gerits
Vince Gerits, né le 26 septembre 1997, est un coureur cycliste belge. Il est membre de l'équipe Flanders-Baloise.

## Biographie
Longtemps occupé par ses études, Vince Gerits vient au cyclisme sur le tard. Il participe à ses premières courses en 2017, à seulement vingt ans. Diplômé en physiothérapie, il combine alors sa carrière sportive avec un emploi de mécanicien à temps partiel et une activité de coaching personnel en vélo,.
En 2018, il intègre le club flamand Stageco, ouvert aux espoirs et aux élites sans contrat. Actif au niveau régional, et dans des interclubs, il termine notamment meilleur grimpeur du Tour du Brabant flamand en 2019. Il obtient ensuite ses premières victoires en 2021 lors d'épreuves régionales.
Lors de la saison 2022, il se distingue en gagnant deux interclubs belges et une épreuve de l'Arden Challenge. Il se classe également troisième d'une kermesse professionnelle à Rotselaar et quatrième du Tour du Brabant flamand. Après ces performances, il est considéré comme l'un des favoris pour le prochain championnat de Belgique des élites sans contrat, disputé au mois d'aout. Il parvient à répondre aux attentes en remportant le titre national à Hautem-Saint-Liévin, où il règle un petit groupe d'échappés au sprint,.
Ses bons résultats lui permettent de passer professionnel en 2023 au sein de la Team Flanders-Baloise.

## Palmarès
- 2022
  -  Champion de Belgique des élites sans contrat
  - 4e épreuve de l'Arden Challenge
  - Coupe Egide Schoeters
  - Omloop van de Grensstreek
  - Grote Prijs Nieuwkerken-Waas
  - 3e du Grote Prijs Vermarc